# Eduardo Gelpes
Gelpes  Sayavedra est un nom espagnol. Le premier nom de famille, en général paternel, est Gelpes ; le second, en général maternel, souvent omis, est Sayavedra.
Eduardo Gelpes, né le 22 décembre 1993, est un coureur cycliste uruguayen. Il participe à des compétitions sur route et en VTT.

## Biographie
En 2022, Eduardo Gelpes représente son pays natal aux championnats panaméricains de VTT,. Il participe également aux championnats du monde du val di Sole. L'année suivante, il devient champion d'Uruguay de cross-country. 

## Palmarès
- 2017
  - 2e du championnat d'Uruguay de cross-country
- 2021
  - 2e du championnat d'Uruguay de cross-country
- 2022
  -  Champion d'Uruguay de cross-country